# John Buttigieg
Pour les articles homonymes, voir Buttigieg (patronyme).
John Buttigieg, né le 5 octobre 1963 à Sliema à Malte, est un joueur de football international maltais, évoluant au poste de défenseur, reconverti en entraîneur.

## Biographie

### Sélection
John Buttigieg est convoqué pour la première fois par le sélectionneur national Guentcho Dobrev pour un match des éliminatoires de la Coupe du monde 1986 face à la Suède le 23 mai 1984 (défaite 4-0). Le 8 février 2000, il marque son seul but en équipe de Malte lors d'un match amical face à Andorre (1-1).
Il compte 95 sélections et 1 but avec l'équipe de Malte entre 1984 et 2000.

## Palmarès

### Joueur
- Sliema Wanderers :
  - champion de Malte en 1989.

- Floriana :
  - champion de Malte en 1993 et 1995
  - vainqueur de la Coupe de Malte en 1992 et 1994
  - vainqueur de la Supercoupe de Malte en 1993.

- Valletta :
  - champion de Malte en 2001
  - vainqueur de la Coupe de Malte en 2001
  - vainqueur de la Supercoupe de Malte en 2001.

### Entraîneur
- Birkirkara :
  - vainqueur de la Coupe de Malte en 2008.

## Statistiques

### Buts en sélection
Le tableau suivant liste tous les buts inscrits par John Buttigieg avec l'équipe de Malte.

### Statistiques d'entraîneur
Le tableau suivant récapitule les statistiques de John Buttigieg durant son mandat de sélectionneur de l'équipe de Malte.
| Saison      | Équipe          | Matchs | Victoires | Nuls | Défaites | Vic.% | Nul.%  | Déf.%  |
| 2009 - 2011 | Équipe de Malte | 21     | 2         | 3    | 16       | 9,5 % | 14,3 % | 76,2 % |